# Кормесий
Кормесий (греч. Κоρμεσιоς, Κρουμεσις) — хан Болгарии из ханского рода Дуло с 721 по 738 год.

## Биография
О хане Кормесие данных очень мало. Долгие годы историки даже указывали преемником Тервела хана Севара и прибавляли годы управления Кормесия к годам его управления.
Хан Кормесий (Κоρμεσιоς) впервые упоминается в 716 году летописцем Феофаном Исповедником. Мирный договор, который заключил хан Тервель с Византией, был подписан им или Кормесий был представителем болгар. На основе этого факта историки строят предположения, что Кормесий или был соправителем, что маловероятно, или сыном хана Тервеля.
Под памятником «Мадарский всадник» есть надписи о управлении хана Кормесия (Κρουμεσις), но они сильно испорчены временем и ясность текста до сих пор не восстановлена.
В годы правления Кормесия мир с Византией был сохранён. В конце своего правления Кормесий подарил озеро византийскому императору, однако отношения ухудшились и была объявлена война. Это единственные данные о хане Кормесие, которые учёные смогли установить из надписях под «Мадарским конником».
Ввиду путаниц с годами правления и именами ханов, некоторые историки строят гипотезы, что Кормесий и Кормисош один и тот же хан. Но пока такие гипотезы, не доказаны, а тем более известно, что между ними правил хан Севар.